# Нюрнбергская ратуша
Нюрнбергская ратуша (нем. Nürnberger Rathaus) — здание городского управления, расположенное в Старом городе Нюрнберга восточнее церкви Святого Зебальда.
В Нюрнберге не было собственной ратуши до начала XIV века. Городской совет собирался в доме ткача, который в документах поочередно упоминается как «гевандхаус» или «дом гражданина». Только в 1322 году была выкуплена земля у монастыря Хальсбронн, а затем к северу от неё приобретены дома, после превращённые в административные здания.
Старейшей частью ратуши является Большой зал, построенный в 1322—1340 гг. В 1385—1396 гг рядом с ратушей Генрихом Бехаймом был построен Прекрасный фонтан.
В начале XVI века городской совет провел масштабную реконструкцию ратуши. Pдание совета с позднеготическим фасадом было построено Гансом Бехаймом Старшим в 1514—1515 годах на севере. Фасад был расписан в 1521 году, роспись большого зала по эскизам Альбрехта Дюрера началась в 1521 году и завершилась к 1530 году. Это была самая большая роспись стен и потолков в Европе, которую превзошла только Сикстинская капелла росписями Микеланджело, сделанные в 1536—1541 гг.
В 1615 году Нюрнберг был богатым вольным городом. Совет решил построить новое здание с архитектурой итальянского дворца. Фундамент заложен в 1616—1619 гг. В 1616—1622 гг по проекту Якоба Вольфа Младшего построен комплекс из четырех крыльев, известный как Дом Вольфа. 1617 годом датируются статуи святых, созданные Леонхардом Керном.
В 1944—1945 году после бомбардировок союзников комплекс ратуши серьёзно пострадал. Лишь в 1956—1962 годах на этих руинах под руководством Харальда Клауса была восстановлена старая ратуша. Интерьер Старой ратуши был восстановлен только в 1982—1985 гг.
В 1951 году по проекту архитектора Курат Шнекендорфа представлена Новая ратуша, также известная как здание Шнекендорфа, которая была построена в 1954—1956 гг. Это типичный проект 1950-х годов с решётчатым фасадом.

## Галерея

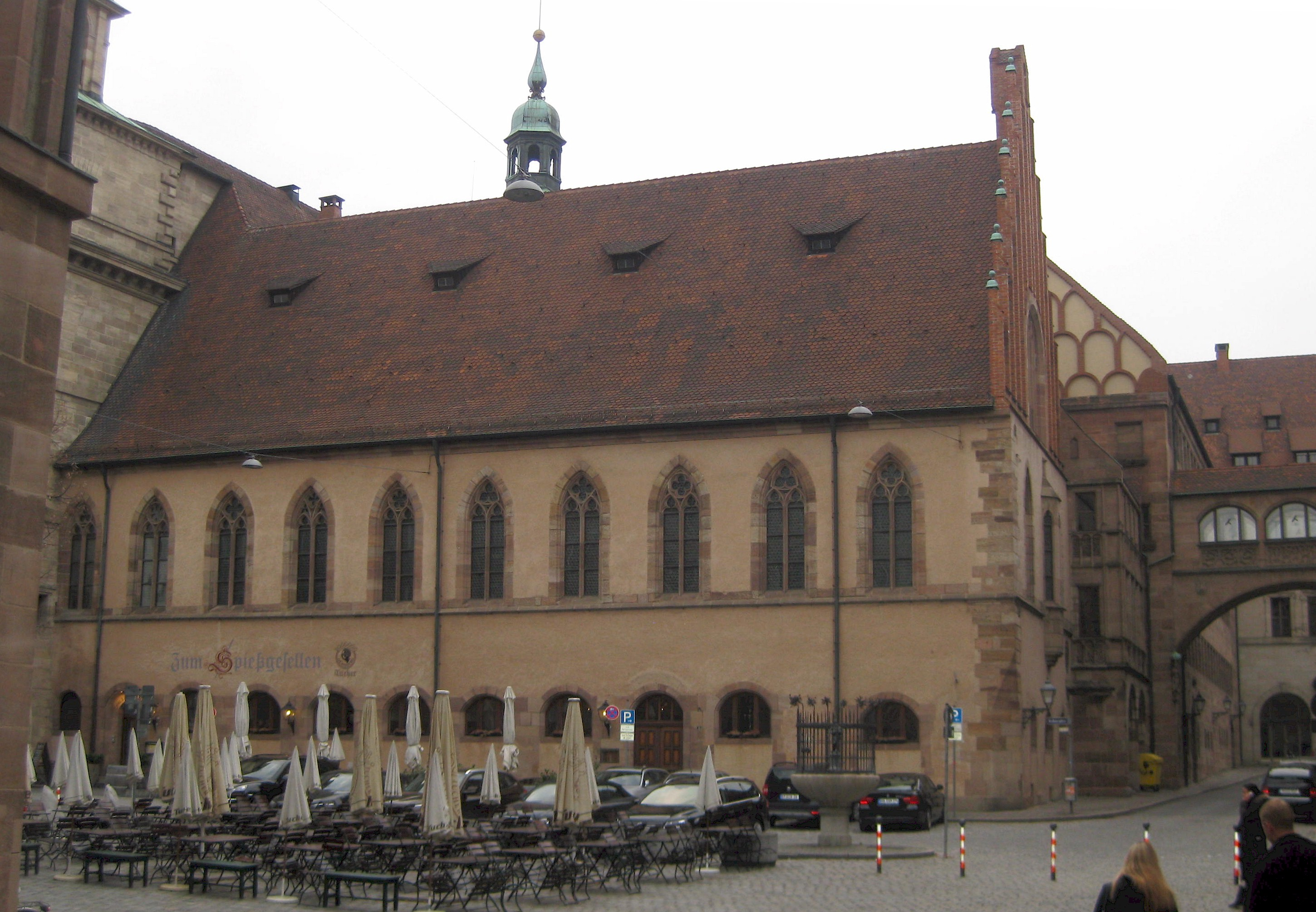
Большой зал
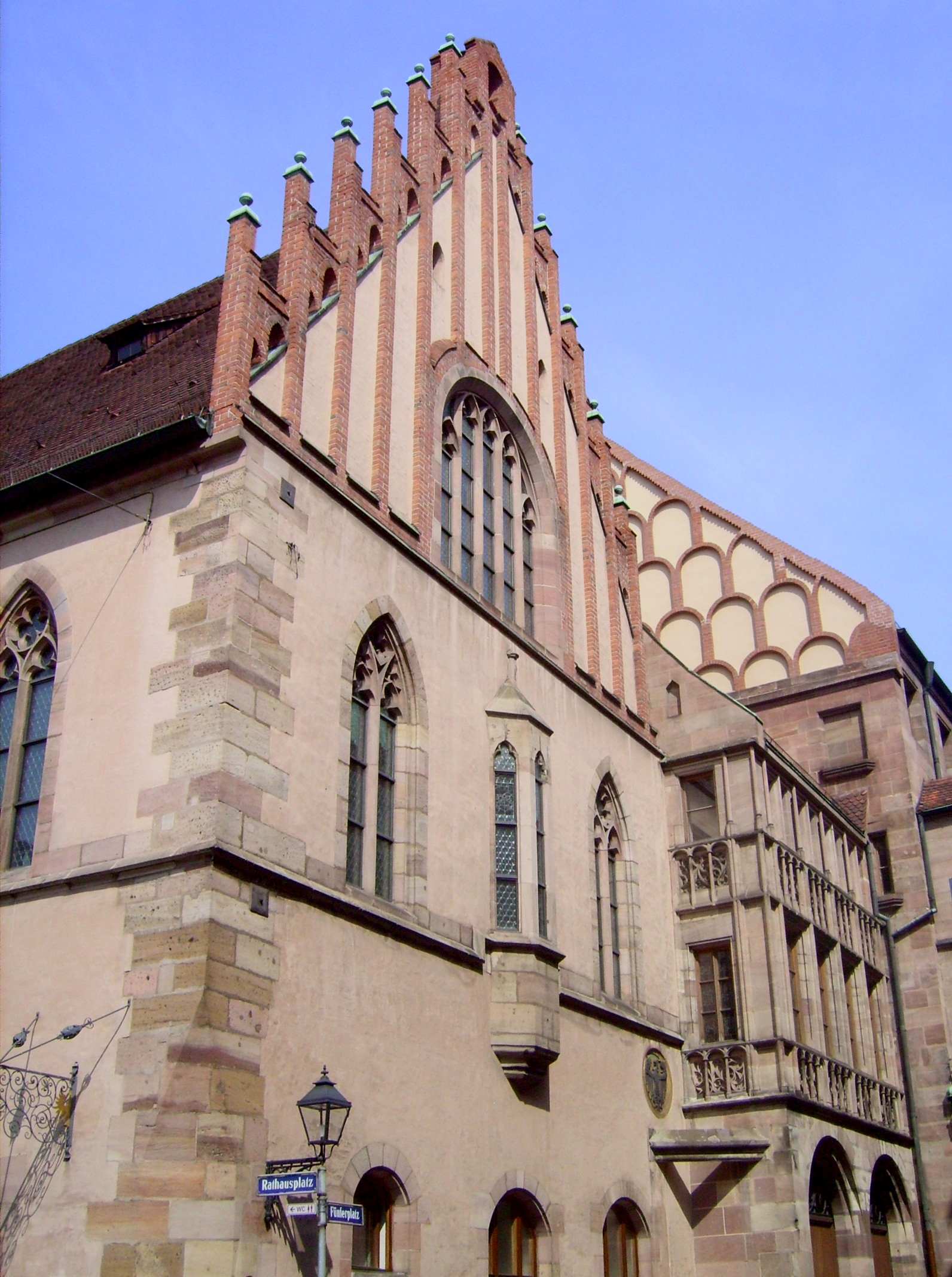
Восточный фасад
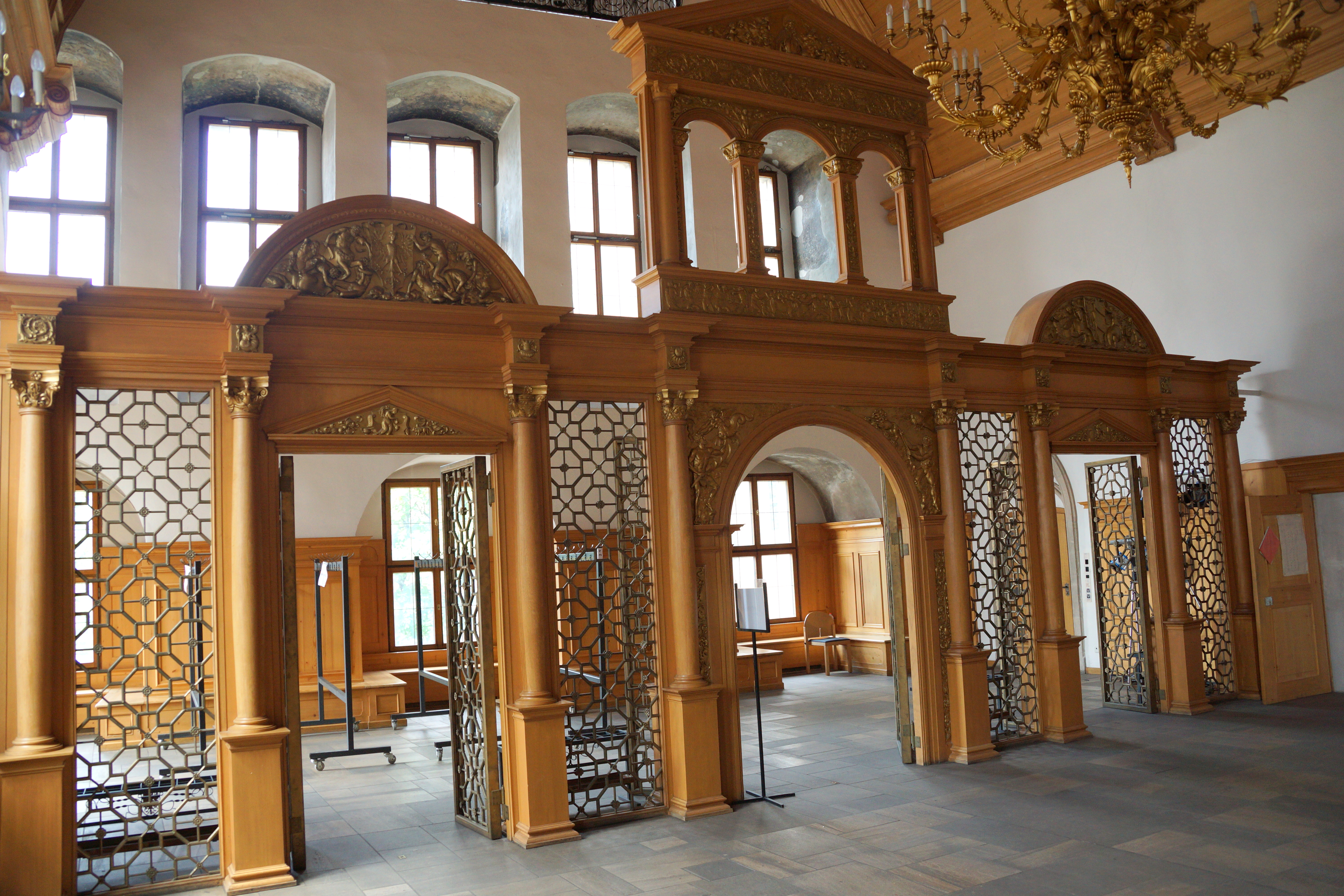
Интерьер ратуши
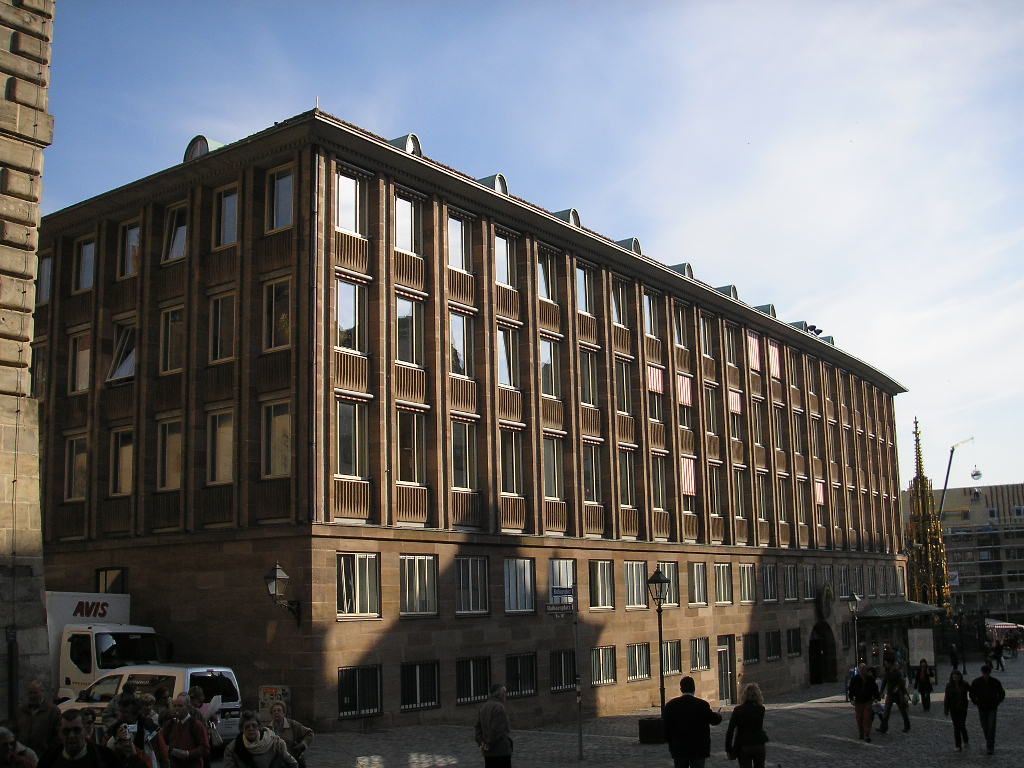
Новая ратуша